# Bonney, Texas
Bonney är en ort i Brazoria County i delstaten Texas, USA.